# Graptostethus manillensis
Graptostethus manillensis är en insektsart som först beskrevs av Carl Stål 1859.  Graptostethus manillensis ingår i släktet Graptostethus och familjen fröskinnbaggar. Inga underarter finns listade i Catalogue of Life.